# Gustav Gehring
Gustav Gehring (* 8. Oktober 1827 in Oettingen bei Nördlingen; † 3. September 1893 in München) war rechtskundiger Bürgermeister der Stadt Landshut von 1864 bis 1892.

## Leben
Er wurde am 8. Oktober 1827 in Oettingen bei Nördlingen als Sohn eines Advokaten geboren. Nach dem Studium der Rechtswissenschaften an der Universität Würzburg absolvierte er 1853 den Staatskonkurs mit der Note I. Seinen Vorbereitungsdienst leistete Gehring beim Landgericht Berchtesgaden und bei der Regierung der Oberpfalz und Regensburg, Kammer des Innern, ab. 1857 wurde er Landgerichtsassessor in Roding. 1862 erlangte er die Stelle eines Bezirksamtsassessors beim Bezirksamt Neuburg. Gehring galt als sehr guter Jurist und politisch als gemäßigt liberal. Nach dem Tod seines Vorgängers Max Harhammer wurde er 1864 zunächst provisorisch rechtskundiger Bürgermeister der Stadt Landshut. Am 9. November 1865 wurde Landshut durch Entschließung des Innenministeriums zur Stadt 1. Klasse erhoben. Am 20. August 1867 wurde Gehring schließlich von 24 der 29 anwesenden Gemeindebevollmächtigten endgültig zum Bürgermeister auf Lebenszeit gewählt. Während der langen Amtszeit Gehrings erfolgten verschiedene kommunale Modernisierungen. 1892 reichte er seinen Rücktritt ein, sein Nachfolger wurde Otto Marschall.
Er war Ritter I. Klasse des Verdienstordens vom Hl. Michael,  Träger des Ehrenkreuzes 3. Klasse des Fürstlich Hohenzollernschen Hausordens und Vorstand der Stadtschulen-Kommission in Landshut. Neben seiner Tätigkeit als Jurist und Bürgermeister war er auch als Erfinder tätig und hielt mehrere Patente.